# Verve Records
Verve Records is een Amerikaans jazz-platenlabel dat sinds mei 2016 valt onder de Verve Label Group van de Universal Music Group. Verve Records  werd in 1956 op gericht door Norman Granz, waarbij hij zijn vroegere labels en materiaal van Mercury meenam.

## Geschiedenis
Norman Granz (Los Angeles, 6 augustus 1918 - Genève, november 2001) was een invloedrijk impresario voor jazz-musici, die in 1944 begon met de organisatie van Jazz at the Philharmonic.
Deze concerten werden niet meer georganiseerd in jazz-clubs, maar op tournee op grotere concertpodia, waarbij Granz zich regelmatig moest inzetten om de rassen-segregatie te doorbreken.
Granz stichtte een voorloper van Verve Clef Records in 1946 en sloot met Mercury een overeenkomst voor promotie en distributie van de opnames, die hij maakte tijdens de JATP-concerten. Na afloop van de overeenkomst met Mercury stichtte hij in 1953 Norgran Records, dat hij in 1956 samenvoegde tot Verve Records.
Granz was ook manager van Ella Fitzgerald en Oscar Peterson. Hij bracht in 1956 als een van zijn eerste producties het album Ella Fitzgerald Sings the Cole Porter Songbook uit.
Granz verkocht het Verve label in 1961 aan Metro-Goldwyn-Mayer, waarna het als sublabel bleef bestaan.
Creed Taylor nam de leiding over het label op zich van 1961 tot 1967. Hij volgde een meer commerciële koers en introduceerde o.a. de bossanova-muziek bij het platenkopend publiek. In 1964 startte hij het sublabel Folkways, en in 1966 bracht hij het album Freak Out! van Frank Zappa en The Mothers of Invention uit.
In 1990 werd Verve Records onderdeel van PolyGram, dat in 1999 onderdeel werd van de Universal Music Group

## Lijst van vroege Verve-artiesten

### Instrumentalisten
- Count Basie
- Michael Brecker
- Kenny Burrell
- Roy Eldridge
- Duke Ellington
- Bill Evans
- Stan Getz
- Dizzy Gillespie
- Coleman Hawkins
- Johnny Hodges
- Illinois Jacquet
- Antonio Carlos Jobim
- Gene Krupa
- Wes Montgomery

- Gerry Mulligan
- Kid Ory
- Charlie Parker
- Oscar Peterson
- Bud Powell
- Buddy Rich
- Art Tatum
- Walter Wanderley
- Ben Webster
- Teddy Wilson
- Kai Winding
- Lester Young
- Joe Henderson

### Vocalisten
- Eleftheria Arvanitaki
- Betty Carter
- Natalie Cole
- Bing Crosby
- Blossom Dearie
- Ella Fitzgerald
- Astrud Gilberto
- Billie Holiday
- Kim Hoorweg
- Sally Kellerman
- Diana Krall

- Queen Latifah
- Katharine McPhee (Verve Forecast)
- Carmen McRae
- Anita O'Day
- Linda Ronstadt
- Nina Simone
- Mel Tormé
- Sarah Vaughan
- Joe Williams
- Lizz Wright

### Anderen
- Brazilian Girls
- The Bridges
- Caravan
- Friend & Lover (Verve Forecast)
- Tim Hardin
- Timothy Hodge
- The Hombres (Verve Forecast)
- Janis Ian
- Jim and Jean (Verve Folkways and Verve Forecast)
- Bob Lind (Verve Folkways)

- The Mothers of Invention
- Ricky Nelson
- Laura Nyro (Verve Folkways)
- Bruce Palmer
- The Righteous Brothers
- Talk Talk
- The Velvet Underground
- Frank Zappa

## Vanaf 2016
De Verve Label group als onderdeel van Universal werd opgericht in 2016 en gevestigd in New York, onder leiding van Danny Bennet, de vader van Tony Bennett.
Naast Verve Records vallen ook een aantal klassieke labels onder de groep, zoals die van Decca en Deutsche Grammophon.
Artiesen die onder contract staan zijn o.a. :
- Bettye LaVette
- Cynthia Erivo
- Diana Krall
- Harry Connick jr.
- Jimmy Heath
- Joey Alexander
- Jon Batiste
- Miles Mosley
- Philip Bailey